# Thelma Darkings
Thelma Darkings Bucknam (1960, Costa Rica) es una presentadora de televisión y actriz costarricense, destacada por ser la presentadora del programa Entre nos con Thelma Darkings.

## Biografía
Empezó sus estudios de actuación en el Taller Nacional de Teatro en Costa Rica, gracias al apoyo de su madre y de su tutora, Mireya Barboza. Alcanzó popularidad cuando inició su programa Entre nos con Thelma Darkings en Canal 9, donde era la presentadora.
Fue duramente criticada cuando contrajo matrimonio con el cubano Ángel Luis La O (26 años menor que ella), y con quien sigue casada desde marzo del 2013..
En junio del 2019 se anunció, que para las elecciones de alcaldes de Costa Rica de 2020, Thelma Darkings sería candidata a vicealcaldesa de San José por el Partido Restauración Nacional, mientras su candidato a alcalde sería Douglas Altamirano.
Actualmente imparte clases de impulsación de la voz y presencia escénica en la Universidad de las Ciencias y el Arte.

## Filmografía

### Cine
| Año  | Título               | Papel    | Notas |
| ---- | -------------------- | -------- | ----- |
| 2004 | Caribe               | Lorraine |       |
| 2010 | El último comandante |          |       |
| 2018 | Un regalo esencial   | María    |       |
| 2019 | Todos somos Óscar    |          |       |

### Televisión
| Año       | Título                         | Papel        | Notas         |
| --------- | ------------------------------ | ------------ | ------------- |
| 1997      | Noi Siamo Angeli               |              | Miniserie.    |
| 2005-2010 | Entre nos con Thelma Darkings  | Presentadora | Show en vivo. |
| 2016-     | Conectados con Thelma Darkings | Presentadora | Show en vivo. |